# Clostera nubila
Clostera nubila är en fjärilsart som beskrevs av Sergius G. Kiriakoff 1962. Clostera nubila ingår i släktet Clostera och familjen tandspinnare. Inga underarter finns listade i Catalogue of Life.